# サンルイ県
サンルイ県(Département de Saint-Louis)はセネガル共和国サンルイ州にある県。サンルイ市とラオ郡からなる。